# 青海二二三事件
青海二二三事件，又称青海二二三大屠杀、趙永夫事件，是中华人民共和国文化大革命期间发生在青海省的一场大规模血案。1967年2月23日，中国人民解放军青海省军区与地方造反派经过九天的对峙后，以13个连的兵力攻入造反派占据的《青海日报》社，一天内解放军打死造反派169人、打伤178人；而解放军中有4人被己方误伤致死，另有46人受伤。此外，据不完全统计，该事件后共有13,414名群众被逮捕，17,293人被捆绑吊打，5,968人被搜身抄家，4,279人参与集中劳动。

## 肇因
《青海日报》社的陈逸按照1966年4月24日杭州中共中央政治局常委扩大会议中通过的《五一六通知》（草稿）写成了“六三社论”，题《大进攻、大反击、大革命》，内容是号召造反。
6月3日，社论发表后，西宁市陷入混乱。学生、干部、工人涌进报社，高呼口号，四处张贴大字报，批判大毒草。12日，经由省委第一书记杨植霖、省委第二书记省长王昭经西北局批准，把“六三社论”定为“有严重政治性错误”的文章，派省委副书记韩洪滨为组长的工作组进驻报社。定义报社为“程陈反党集团”。8月底9月初，红卫兵串联青海，传达中共中央批判资反路线的消息。造反派得势成立“青海省八一八革命造反总司令部”。红卫兵、工人涌进省委，贴大字报，批省委，肯定“六三社论”。
在西宁地区，围绕“倒杨植霖、保王昭”还是相反的“保杨倒王”，西宁的群众组织形成了尖锐对立的两大派群众组织——捍卫毛泽东思想宣传队（简称“捍卫队”）和八·一八革命联合造反司令部（简称“八·一八”）。青海省军区机关的造反派也分别串联了对立的两派加入了进去。 
西宁实质上形成了拥护西宁市原党政机关的保守派“捍卫队”与反对西宁市党政机关的“八一八”造反派的暴力对立。
1967年1月12日，在上海“一月风暴”影响下，青海“八一八红卫兵司令部”等27个造反派组织，联合接管了《青海日报》社。次日，这些组织称：决定暂时封闭《青海日报》社，在封闭期间，将以特刊形式印发新华社播发的重要文革通知。
1967年1月23日，中共中央、国务院、中央军委、中央文革下达了《关于人民解放军坚决支持革命左派群众的决定》，支持造反派。“1月23日，中央发出《关于支持左派革命群众的决定》之后，当天下午，刘贤权再次召开常委扩大会，要求省委常委支持代表造反派的“八一八"。多数常委不同意支持造反派，而要求交机关干部讨论后再决定支持准。                                                                                                                                会后，刘贤权却背着其他成员和机关干部，偷偷派他老婆去向‘八·一八’表态支持，要他们向军区‘报喜’，并私自指示省军区文革办公室通知驻军部队要一边倒，坚持支持‘八·一八’。由于刘贤权的阴谋活动，造成了群众组织之间的严重对立。其他群众组织到军区质问刘贤权为什么不支持他们，群情激奋，形势极为混乱。省军区机关和驻军部队为了稳定局势和维护西宁驻军部队的团结，一致要求军区党委纠正刘贤权的支派分裂活动”。当时青海省军区党委常委为：第一书记杨植霖（省军区第一政委，省委第一书记兼），第二书记王昭（省军区政委，省委第二书记兼），第三书记刘贤权（兰州军区副司令员兼省军区司令员），副书记王文英（省军区副政委），常委曾征（副司令员）、赵永夫（副司令员）、刘斯起（副司令员）、吴士杰（副政委）。当时杨植霖和王昭陆续离开了青海省，二二三事件发生时都不在青海省。副司令员张江霖不是常委。:218
1月28日，中央军委发布命令，命令在不许冲击的前提下，又规定“坚决反对右派，对那些证据确凿的反革命组织和反革命分子，坚决采取专政措施。”各地军区和党委开始镇压造反派，湖南宣布湘江风雷造反派为反革命。福州军区镇反得到《解放军报》社论《彻底粉碎反革命逆流》支持，《人民日报》及各地省报均予转载。青海造反派的支持者，青海省军区司令刘贤权当即被夺权，软禁。军区副司令赵永夫获得青海省军区控制权。
1月29日，“八一八派”夺取青海省委、青海省人委的大权。该夺权并未得到中央的承认。
2月13日，《青海日报》社革命职工造反司令部等造反组织夺报社权。
2月14日，军区副司令赵永夫召开军区党委会议，通过了以“中国人民解放军西宁市卫戍区司令部”名义发布《军管青海日报社公告》：《青海日报》在一小撮别有用心的人的操纵下，歪曲事实，制造谣言，进行虚假的宣传报道，欺骗中央，欺骗青海省广大革命群众，对青海地区的无产阶级文化大革命起了严重的破坏作用。决定自即日起，对《青海日报》社实行军事管制。是日，部队包围了报社，要求报社中的造反派组织撤离，遭到拒绝，双方僵持九天九夜。 而青海省军区的上级，兰州军区的指示则是：不同意军管，要部队撤出报社。兰州军区司令员冼恒汉、政委张达志：批示不能改变，军队不能接管地方报社。

## 屠杀
23日上午8时，西宁全城戒严。中国人民解放军西宁市卫戍司令部发布通令：
一、自即日起，立即取缔青海省反革命组织八·一八红卫战斗队总联络站及其所属组织。如再非法活动，一定严加惩办。

二、对该反革命组织中罪大恶极的首要分子、幕后军师及其死党，立即逮捕法办。……
205部队副主任张晓川率部13个连围攻报社两千余人守卫的大院。11时10分，军队枪击报社广播站。
下午14时，赵永夫的指挥所所在宾馆和报社后门桥头先后发出信号弹，枪声大作。守卫报社前门大院的水利局水文站3人首先倒下，一人当场死亡。报社西北角是湟水大桥，守在桥头的是汽车三场、五场、六场的工人，他们手挽手高声朗诵：“下定决心，不怕牺牲，排除万难去争取胜利。”枪声中第一排工人倒下了，20几人仅三人幸免。第二排岿然不动，继续朗诵。第二排倒下了，第三排仍然不动。一瞬间，64名工人死在枪口下。
二十几分钟，战斗结束后，雪地里到处是横七竖八的尸体，有的堆成了三层，皮帽子、棉帽子在风里滚动；在老报社（即印刷厂），火堆上也有尸体，有的大腿或是胳膊已经烧焦。死难者大都是青年工人和十几岁的学生，尸体堆积如山，院墙上、木桩上、树干上到处血迹斑斑，有的尸体还在燃烧，发出熏人的恶臭。
随后部队进驻学校进行搜查，因怀疑学生有枪，开枪射杀三人。车站便衣警察抓人，防止反革命外逃。各单位成立镇反指挥部、劳改队、拘留所，一时间私刑泛滥。
冼恒汉回忆称：2月23日当天下午，总参、兰州军区给青海省打电话都打不通，最后通过兰州军区空军系统才电话转接入青海省军区副政委王文英，了解情况。2月23日傍晚，赵永夫给军委、总理周恩来、中央文革发了加急电报汇报情况。

## 处理
2月24日上午，兰州军区司令员张达志、政委冼恒汉派专机接副司令员赵永夫、副政委王文英、某师师长陈如意到兰州军区汇报情况。
冼恒汉回忆称：“3月6日，总政电话通知刘贤权、张江霖去北京，当时是全副武装押送的。3月8日到了北京，住在京西宾馆，由于并没有说明来干什么，刘贤权、张江霖被蒙在鼓里，揣测不安地度过了十几天”。张江霖本人回忆：:336“3月8日，刘贤权和我到北京，住在京西宾馆。第三天，总政治部主任肖华同志来看我们，一见面就说：‘你们受惊了，到北京就自由了，好好休息！’”
3月11日，毛泽东在戚本禹的报告上批示：“可以调查一下。如果是学生先开枪，问题不大。如果不是这样，那就值得研究了。”3月13日、21日、23日及24日，中央有关负责人四次接见青海党、政、军有关领导及群众组织代表以调查了解基本情况，其中又后两次规格最高，周恩来总理、康生、叶剑英、叶群、代总参谋长杨成武、兰州军区政委冼恒汉、副司令员康健民，青海省军区的刘贤权、张江霖、赵永夫、后字二〇五部队副主任张晓川等出席。3月24日至2日夜，周恩来总理在第四次接见青海省各方面代表的调查会议室当场宣读《中共中央、国务院、中央军委、中央文化革命小组关于青海问题的决定》，对2月23日流血事件做了定性：“青海省军区内部问题是一个反革命政变……赵永夫篡夺了军权之后，勾结二零五部队副主任张晓川，对西宁‘八·一八’等革命群众组织进行残酷的武装镇压，打死打伤革命群众三百余人，甚至向十五、六岁的女孩子开枪，逮捕革命群众近万人”“（一）中央军委发布命令，由军区司令员、党委书记刘贤权同志全权负责处理青海问题，并由兰州军区派负责同志协助。（二）除独立师、独立团归刘贤权司令员指挥外，八〇六一部队，八一二二部队，二○五部队，在处理青海问题上，也统一由刘贤权司令员指挥。”“（七）赵永夫隔离收审，张晓川、王昭隔离反省，听候处理。”
3月25日，中央决定下达，西宁市再度骚乱。造反分子对保守派实行复仇。3月28日，成立青海省军事管制委员会筹备委员会，刘贤权任主任委员。刘贤权于1967年8月至1977年2月任青海省革命委员会主任。1971年3月至1977年2月任中共青海省委第一书记，为中华人民共和国青海事务的第六任领导人。在四人帮被监禁之后被调任为济南军区顾问。
4月6日，中央军委再发布经毛泽东审阅修改后的《中央军委命令》（即“军委十条”）：“（一）对群众组织，无论革命的、或者被反动分子控制的，或者情况不清楚的，都不准开枪，只能进行政治工作”。
7月15日，军方发布了结案报告：
在二·二三反革命事件中，把拥有十五万余人的八·一八红卫战斗队等革命群众组织打成反革命，除打死打伤革命群众三百四十七人外，逮捕革命群众一万三千四百一十四人。据不完全统计：被捆绑吊打的一万七千二百九十三人，被搜身抄家的五千九百六十八人，集中劳动的四千二百七十九人。

青海省军管会平反组

1967年7月15日
1978年8月13日，中共中央、中央军委转发总政治部《关于赵永夫同志所犯错误的结论和处理意见》的通知中称：“‘二・二三事件’的后果是严重的，但考虑到赵永夫同志已隔离受审十年，对错误已有认识，同意给予赵永夫同志撤销党内外职务的处分，原级不动，按正师职予以安排”。

## 延展阅读
- 孙言诚. . 炎黄春秋杂志. No. 第10期. 2009年  [2017-12-26]. （原始内容存档于2020-08-09）.
- 杨晓杰. .
- 余汝信. . 华夏文摘增刊. No. 第六四九期. 2008年5月21日  [2017年12月26日]. （原始内容存档于2022年6月11日）.
- 维基文库中的相關文獻：中共中央、国务院、中央军委、中央文革小组关于青海问题的决定
- 恽仁祥，从青海大屠杀案说起